# Densité d'énergie
Pour les articles homonymes, voir Densité (homonymie), Densité surfacique d'énergie et Densité massique d'énergie.
En physique, la densité d'énergie (ou densité énergétique) représente l'énergie par unité de volume en un point, concernant une forme d'énergie non localisée. Le concept de densité d'énergie est abondamment utilisé en relativité générale et en cosmologie car il intervient explicitement dans les équations déterminant le champ gravitationnel (les équations d'Einstein), mais il est également présent en mécanique des milieux continus et en électromagnétisme.
Dans le Système international, l'unité de densité d'énergie est le joule par mètre cube (J/m3). La densité d'énergie étant homogène à une pression, le joule par mètre cube est identique au pascal (Pa).

## Densité d'énergie dans les stockages d'énergie et les carburants

Densité volumique d'énergie (en MJ/l) en fonction de la densité massique d'énergie (en MJ/kg) pour quelques carburants (valeurs brutes).

La densité énergétique peut être considérée sous deux angles, la densité massique d'énergie ou la densité volumique. Plus la densité d'énergie est élevée, plus il y a d'énergie pouvant être stockée ou transportée pour un volume ou une masse donnée. Cela est particulièrement important dans le domaine des transports (automobile, avion, fusée…).

## Mécanique des milieux continus
En termes d'analyse dimensionnelle, la pression correspond à une densité d'énergie. Ce fait possède, en théorie cinétique des gaz, une interprétation simple : la pression est une mesure de l'énergie cinétique microscopique (c'est-à-dire due à l'agitation thermique) des particules composant le gaz. En notant T la température, m la masse des molécules, n la densité de particules et v la norme de la vitesse de chaque particule, on montre en effet que la pression p est liée à l'énergie cinétique moyenne par :
{\displaystyle {\frac {1}{2}}m\langle v^{2}\rangle ={\frac {3}{2}}{\frac {p}{n}}}.
Cette expression se réécrit de façon plus explicite selon
{\displaystyle 3p=nm\langle v^{2}\rangle },
ou bien
{\displaystyle p=nm\langle {v_{x}}^{2}\rangle },
c'est-à-dire que la pression est donnée par le flux de quantité de mouvement selon une direction donnée (noté x ici), c'est-à-dire le produit {\displaystyle nmv_{x}} par la vitesse {\displaystyle v_{x}}. De fait, un tel flux de quantité de mouvement est égal à un facteur près à la densité d'énergie cinétique, et donc une densité d'énergie.

## Électromagnétisme
En électromagnétisme, on peut définir la densité d'énergie électrostatique et la densité d'énergie magnétostatique par les formules, données ici dans le vide :
{\displaystyle \rho _{\rm {es}}={\frac {1}{2}}\epsilon _{0}E^{2}},
{\displaystyle \rho _{\rm {ms}}={\frac {B^{2}}{2\mu _{0}}}},
où E et B représentent respectivement le module du champ électrique et du champ magnétique, et ε0 et μ0 la permittivité et la perméabilité du vide. En référence à la mécanique des milieux continus, ces densités d'énergie sont parfois appelées « pression électrostatique » et « pression magnétostatique ». Ces formules peuvent être combinées sous la forme
{\displaystyle \rho _{\rm {EM}}={\frac {1}{2}}\left(\epsilon _{0}E^{2}+{\frac {1}{\mu _{0}}}B^{2}\right)}.
En présence d'ondes électromagnétiques, ces formules peuvent être utilisées pour calculer la densité d'énergie associée à ces ondes. Ceci peut alors de fait donner la densité d'énergie d'un gaz de photons. En particulier, la densité d'énergie associée à un corps noir de température T donnée peut se calculer, et est égale à :
{\displaystyle \rho _{\rm {CN}}={\frac {\pi ^{2}}{15}}{\frac {(k_{\rm {B}}T)^{4}}{(\hbar c)^{3}}}},
où kB, {\displaystyle \hbar } et c représentent respectivement la constante de Boltzmann, la constante de Planck réduite et la vitesse de la lumière.
Dans ce contexte, la pression de radiation s'interprète de façon microscopique comme la poussée exercée par un gaz de photons sur un objet du fait du transfert d'impulsion entre celui-ci et ces derniers.

## Champ scalaire
En physique théorique, on peut associer à un objet appelé champ scalaire une densité d'énergie. La densité d'énergie associée à un champ φ s'écrit
{\displaystyle \rho _{\varphi }={\frac {1}{2}}{\dot {\varphi }}^{2}+{\frac {1}{2}}(\nabla \varphi )^{2}+V(\varphi )}
où le point désigne une dérivée par rapport au temps.
La densité d'énergie présente donc un terme cinétique ({\displaystyle {\frac {1}{2}}{\dot {\varphi }}^{2}}), un terme d'interaction ({\displaystyle {\frac {1}{2}}(\nabla \varphi )^{2}}, {\displaystyle \nabla \varphi } étant le gradient de φ) et un terme potentiel ({\displaystyle V(\varphi )}). La formule ci-dessus est donnée en unité dites « relativistes », où la constante de Planck réduite et la vitesse de la lumière valent 1 et où toutes les grandeurs physiques sont ramenées à des puissances d'une énergie. Dans un système d'unités tel le Système international d'unités, en supposant que l'on est dans un espace-temps à quatre dimensions et qu'un champ scalaire a la dimension d'une énergie, alors la densité d'énergie devient, en tenant compte de toutes le constantes fondamentales,
{\displaystyle \rho _{\varphi }={\frac {1}{2}}{\frac {1}{\hbar c^{3}}}{\dot {\varphi }}^{2}+{\frac {1}{2}}{\frac {1}{\hbar c}}(\nabla \varphi )^{2}+{\frac {1}{\hbar c^{3}}}V(\varphi )},
où il a été supposé (de façon quelque peu arbitraire) que la normalisation du terme de potentiel suivait celle de la mécanique du point, où la relation entre accélération et potentiel était de la forme {\displaystyle {\mathbf {a} }=-\nabla V}, ce qui équivaut ici à considérer que dimensionnellement, le potentiel est homogène au carré d'une énergie divisé par un temps.

## Relativité générale
En relativité générale, les équations déterminant le champ gravitationnel se déduisent par un analogue de l'équation de Poisson en gravitation universelle, à savoir :
{\displaystyle \Delta \Phi =4\pi G\mu \,},
où Δ représente l'opérateur laplacien, Φ le potentiel gravitationnel, G la constante de gravitation et μ la densité de masse (ou masse volumique). En relativité générale, cette équation est remplacée par un jeu d'équations plus complexes : les équations d'Einstein. Dans ce contexte, une version simplifiée de ces équations révèle que le potentiel gravitationnel Φ est remplacé par la quantité sans dimension Φ/c2 et la masse volumique par la densité d'énergie. Ainsi, la nouvelle équation de Poisson est-elle de la forme :
{\displaystyle \Delta {\frac {\Phi }{c^{2}}}={\frac {1}{2}}\kappa \left(\rho +3P\right)},
où la quantité κ est appelée constante d'Einstein et vaut :
{\displaystyle \kappa ={\frac {8\pi G}{c^{4}}}} = 2,076 10-43 m/J
ρ et P correspondant respectivement à la densité d'énergie (=  μ c²) et à la pression. Cela indique que c'est l'énergie et non la masse qui produit le champ gravitationnel, conformément à la célèbre relation E = mc2 découverte par Albert Einstein en 1905. Parmi les conséquences de cette relation, un corps chaud (contenant des photons et donc une densité d'énergie électromagnétique non nulle) engendre un champ gravitationnel plus important qu'un corps identique de température moindre.
Cela signifie que l'on peut, dans une interprétation newtonienne, associer une certaine masse à une région dont la densité d'énergie est non nulle, même si cette densité d'énergie provient d'objets de masse nulle. Ainsi, un gaz de photons à température ambiante (environ 300 kelvins) « pèse »-t-il dans les 6,81 10-23 kg·m-3, ce qui reste une densité totalement négligeable par rapport à celle de l'air. Dans des cas extrêmes, la densité d'énergie d'un champ électromagnétique peut être néanmoins considérable. Ainsi, à la surface d'une étoile à neutrons à très fort champ magnétique (un pulsar X anormal), qui peut atteindre 108 teslas, la densité de masse associée atteint-elle des valeurs de l'ordre de plusieurs dizaines de tonnes par mètre cube. Ces densités restent cependant faibles, dans le contexte d'une étoile à neutrons, dont la densité centrale est supposée être de l'ordre de 1014 tonnes par mètre cube.

## Cosmologie
Le concept de densité d'énergie est crucial en cosmologie, car il existe une relation entre une quantité décrivant la géométrie de l'espace (la courbure spatiale), la densité d'énergie totale, et le taux d'expansion de l'univers.
La densité d'énergie d'une espèce évolue au cours du temps différemment selon ses caractéristiques. L'évolution temporelle de la densité d'énergie est décrite par une équation improprement appelée équation de conservation. Dans un univers homogène et isotrope, elle s'écrit
{\displaystyle {\frac {\partial \rho }{\partial t}}=-3H(P+\rho )},
P étant la pression de l'espèce considérée et H le taux d'expansion de l'univers.
Souvent on note par w le rapport de la pression à la densité d'énergie, ce qui permet de réécrire l'équation de conservation ci-dessus comme
{\displaystyle {\frac {\partial \rho }{\partial t}}=-3(1+w)H\rho }.
Cette dernière équation permet alors de déterminer comment évolue la densité d'énergie en fonction de l'indication de distance entre deux objets lointains, le facteur d'échelle (que l'on notera a par la suite). On obtient immédiatement
{\displaystyle \rho \propto a^{-3(1+w)}}.
La densité d'énergie varie donc en fonction de la pression de l'espèce considérée. Pour de la matière non relativiste, pour laquelle la pression est négligeable devant la densité d'énergie (correspondant presque entièrement à la densité d'énergie de masse), on a
{\displaystyle \rho _{\rm {NR}}\propto a^{-3}}.
Ce résultat ne fait rien d'autre qu'indiquer que la densité de particules décroît du fait de la dilution due à l'expansion.
Pour une espèce relativiste, pour laquelle la quantité w tend vers 1/3, on a
{\displaystyle \rho _{\rm {UR}}\propto a^{-4}}.
Ici, à l'effet de dilution évoqué ci-dessus, se superpose le fait que les particules considérées voient leur énergie décroître inversement proportionnellement à l'allongement des distances. C'est en réalité le phénomène de décalage vers le rouge bien connu en cosmologie.
Il est important de connaître toutes les contributions possibles à la densité d'énergie totale de l'univers. Ainsi, dans le modèle standard de la cosmologie est-on amené à évaluer les contributions des différentes formes d'énergie existant dans l'univers. l'on sait qu'il existe au moins quatre formes d'énergie distinctes, à savoir les photons, dont le gros de l'énergie est sous la forme du fond diffus cosmologique, les neutrinos, dont le gros de l'énergie est issue du fond cosmologique de neutrinos, la matière baryonique, c'est-à-dire la matière composants les noyaux atomiques (protons, neutrons), et la matière noire. À cela s'ajoute l'énergie noire, dont l'existence est le plus directement mise en évidence par le phénomène d'accélération de l'expansion de l'univers. La donnée des valeurs absolues des densités d'énergie n'est pas très intéressante en cosmologie. Ce qui importe le plus est leur valeur en unités que l'on peut qualifier de « naturelles », c'est-à-dire par rapport à une quantité homogène à une densité d'énergie que l'on appelle densité critique. Dans l'hypothèse où la géométrie de l'univers est « plate » (c'est-à-dire que la courbure spatiale à grande échelle est nulle), alors la densité d'énergie totale doit être égale à la densité critique. Il est donc relativement naturel d'exprimer les différentes densités d'énergie en termes de la densité critique. On définit ainsi le paramètre de densité d'une forme d'énergie par le rapport de sa densité d'énergie à la densité critique.

### La densité critique
La relation qui existe entre le taux d'expansion actuel de l'univers et la densité d'énergie totale actuelle de l'univers s'écrit, si la courbure spatiale est nulle,
{\displaystyle 3H^{2}={\frac {8\pi G}{c^{2}}}\rho },
où H représente le taux d'expansion actuel de l'univers, c'est-à-dire la constante de Hubble. La densité critique ρc est alors définie selon
{\displaystyle \rho _{\rm {c}}={\frac {3c^{2}}{8\pi G}}H^{2}}.
Quand on évalue numériquement cette quantité, on est confronté au fait que la valeur exacte de la constante de Hubble n'est pas connue avec précision. Aussi introduit-on souvent la « constante de Hubble réduite », notée h, définie par
{\displaystyle H=100h\;{\rm {km}}\;{\rm {s}}^{-1}\;{\rm {Mpc}}^{-1}},
où h est un nombre sans dimension de l'ordre de 0,7. Muni de cette notation, on obtient
{\displaystyle \rho _{\rm {c}}=1,\!69\times 10^{-9}h^{2}\;{\rm {J}}/{\rm {m}}^{3}}.

### Le fond diffus cosmologique
Le fond diffus cosmologique se présente comme un corps noir quasi parfait, dont la température a été mesurée très précisément par l'instrument FIRAS du satellite artificiel COBE au début des années 1990 à 2,728 K. La densité d'énergie associée est donc, d'après la formule donnée plus haut,
{\displaystyle \rho _{\gamma }=6,\!37\times 10^{-14}\;{\rm {J}}/{\rm {m}}^{3}}.
En termes du paramètre de densité, on obtient
{\displaystyle \Omega _{\gamma }={\frac {\rho _{\gamma }}{\rho _{\rm {c}}}}=3,\!80\times 10^{-5}h^{-2}}.
La valeur exacte du paramètre de densité associé n'est pas connue du fait de l'incertitude sur h, mais le paramètre est en tout état de cause très petit. D'ordinaire on écrit ce type de formule en donnant la valeur numérique, cette fois précise, du produit du paramètre de densité par h2. Cette quantité, souvent écrite avec la lettre minuscule ω, vaut ici :
{\displaystyle \omega _{\gamma }=\Omega _{\gamma }h^{2}=3,\!80\times 10^{-5}}.

### Le fond cosmologique de neutrinos
Le fond cosmologique de neutrinos se présente également sous la forme d'un corps noir. Cette température est cependant inférieure à celle du fond diffus cosmologique, car les neutrinos se sont découplés des photons (c'est-à-dire qu'ils ont cessé d'interagir avec eux) avant que ceux-ci ne se voient injecter de l'énergie lors de l'annihilation électrons-positrons. Le rapport entre les températures des photons et des neutrinos primordiaux peut être calculé précisément et vaut, (à une légère correction sans importance près) :
{\displaystyle {\frac {T_{\nu }}{T_{\gamma }}}\simeq \left({\frac {4}{11}}\right)^{\frac {1}{3}}\sim 0,\!714}.
La densité d'énergie se calcule alors, en tenant compte du fait que les neutrinos sont des fermions et non des bosons, et qu'il existe trois espèces de neutrinos et d'anti-neutrinos, mais pour chacune qu'un seul état de spin,
{\displaystyle \rho _{\nu }={\frac {7}{8}}\times 6\times {\frac {\pi ^{2}}{30}}{\frac {(k_{\rm {B}}T_{\nu })^{4}}{(\hbar c)^{3}}}={\frac {21}{8}}\left({\frac {4}{11}}\right)^{\frac {4}{3}}\rho _{\gamma }=0,\!681\rho _{\gamma }=4,\!39\times 10^{-14}\;{\rm {J}}/{\rm {m}}^{3}{,}\;{\rm {soit}}\;{\rm {une}}\;{\rm {densite}}\;{\rm {massique}}\;{\rm {de}}\;4,\!88\times 10^{-31}\;{\rm {kg}}/{\rm {m}}^{3}.}
En termes de paramètre de densité, on a alors
{\displaystyle \omega _{\nu }=2,\!58\times 10^{-5}}.

### La matière baryonique
L'abondance de matière baryonique est difficile à mesurer directement, car certaines composantes rayonnent beaucoup (celles situées dans les étoiles, par exemple), et d'autres moins. D'autre part, son rayonnement se manifeste dans une gamme de longueurs d'onde variées, du domaine radio aux rayons X, et chacun des processus amenant à interpréter ces rayonnements nécessite une modélisation complexe. Il existe deux méthodes relativement fiables pour estimer la densité d'énergie de la matière baryonique. L'une utilise l'abondance des éléments légers produits lors de la nucléosynthèse primordiale, l'autre la structure des anisotropies du fond diffus cosmologique. Pendant longtemps, seule la première méthode était utilisable, mais c'est désormais la seconde qui est la plus précise. Dans le premier cas, on utilise le fait que la matière baryonique est aujourd'hui non relativiste. De ce fait, sa densité d'énergie n'est rien d'autre que sa densité d'énergie de masse, c'est-à-dire le produit de la densité (ou sa masse volumique moyenne) par le carré de la vitesse de la lumière. De plus, sa masse est égale au nombre de nucléons (protons ou neutrons) par unité de volume multiplié par leur masse moyenne, égale à la masse du proton. On a ainsi
{\displaystyle \rho _{\rm {b}}=n_{\rm {b}}m_{\rm {p}}c^{2}},
où mp est la masse du proton et nb la densité (numérique) de nucléons. Les deux méthodes évoquées ci-dessus estiment en réalité la quantité nb, et plus précisément le rapport de celle-ci avec la densité numérique de photons. Cette dernière s'avère être connue, car de même que l'on sait calculer la densité d'énergie d'un corps noir de température donnée, l'on sait calculer sa densité de photons. Un calcul classique donne
{\displaystyle n_{\gamma }={\frac {2\zeta (3)}{\pi ^{2}}}\left({\frac {k_{\rm {B}}T_{\gamma }}{\hbar c}}\right)^{3}},
où ζ est la fonction zêta de Riemann pour laquelle on peut évaluer ζ(3) = 1,202, ce qui donne
{\displaystyle n_{\gamma }\simeq 412\;{\rm {cm}}^{-3}}.
En notant par η le rapport des deux densités numériques de baryons et de photons, on a :
{\displaystyle \eta ={\frac {n_{\rm {b}}}{n_{\gamma }}}},
{\displaystyle \rho _{\rm {b}}=\eta n_{\gamma }m_{\rm {p}}c^{2}\simeq 6,\!19\times 10^{-2}\eta \;{\rm {J}}/{\rm {m}}^{3}}.
La partie difficile est dans l'évaluation de la quantité η, pour laquelle les deux méthodes ci-dessus donnent une valeur de l'ordre de
{\displaystyle \eta \sim 5,\!6\times 10^{-10}},
ce qui donne finalement
{\displaystyle \omega _{\rm {b}}=\Omega _{\rm {b}}h^{2}\sim 0,\!020}.
Quelle que soit la valeur exacte de h, il apparaît clairement que le paramètre de densité de la matière baryonique est très significativement inférieur à 1 (de l'ordre de 0,049).
La seconde méthode permet, elle, de contraindre le rapport {\displaystyle \rho _{\rm {b}}/\rho _{\gamma }} non pas aujourd'hui, mais à l'époque de la recombinaison. Ce rapport a par la suite évolué au cours du temps, la densité d'énergie baryonique décroissant moins vite que la densité d'énergie des photons. En prenant en compte cette évolution, on retrouve des résultats sensiblement identiques, et même plus précis qu'avec la première méthode.